# London (Kentucky)
London is een plaats (city) in de Amerikaanse staat Kentucky, en valt bestuurlijk gezien onder Laurel County.

## Demografie
Bij de volkstelling in 2000 werd het aantal inwoners vastgesteld op 5692.
In 2006 is het aantal inwoners door het United States Census Bureau geschat op 7864, een stijging van 2172 (38,2%).

## Geografie
Volgens het United States Census Bureau beslaat de plaats een oppervlakte van
20,0 km², geheel bestaande uit land. London ligt op ongeveer 301 m boven zeeniveau.

## Plaatsen in de nabije omgeving
De onderstaande figuur toont nabijgelegen plaatsen in een straal van 24 km rond London.